# 黏着杆菌科
黏着杆菌科（学名：Cohaesibacteraceae）為生丝微菌目的一科细菌。此科的模式属为黏着杆菌属(Cohaesibacter)。

## 属
- 黏着杆菌属 Cohaesibacter Hwang and Cho 2008